# 朴正順
朴 正順（朴 正淳、パク・ジョンスン、朝鮮語: 박정순、1928年7月1日 - 2011年1月22日）は、朝鮮民主主義人民共和国の政治家。朝鮮労働党中央委員会政治局委員候補、朝鮮労働党組織指導部第1副部長などを歴任。

## 経歴
1928年に、日本統治下の平安南道平原郡で生まれた。1950年に朝鮮人民軍に入隊し、中央党学校に入学した。卒業後は朝鮮労働党中央委員会責任指導員などを経て、1970年に咸鏡南道党第2秘書に、1983年には平壌直轄市党組織秘書に就いた。その後、党中央委員会の課長、副部長、部長を経て、2010年9月28日に開催された朝鮮労働党第3回党代表者会で党中央委員会政治局委員候補に選出された。さらに、2009年に党の重要ポストである朝鮮労働党組織指導部第1副部長の李勇哲、李済剛両氏が死去したことによって空席となっていた第1副部長職に抜擢された。この人事は元老幹部への金正日からの配慮、若しくは金正日の後継者である金正恩の体制を安定させるためのものとされる。しかし、その4ヶ月後の2011年1月22日に末期がんの為、死去。前述の李済剛の交通事故は暗殺の可能性があるが、朴は政治への野心が無かったため権力闘争に巻き込まれた可能性は低いという。

## 参考サイト
- 북한정보포털